# 伊薩瓦爾湖
15°30′00″N 89°10′00″W / 15.5°N 89.1667°W

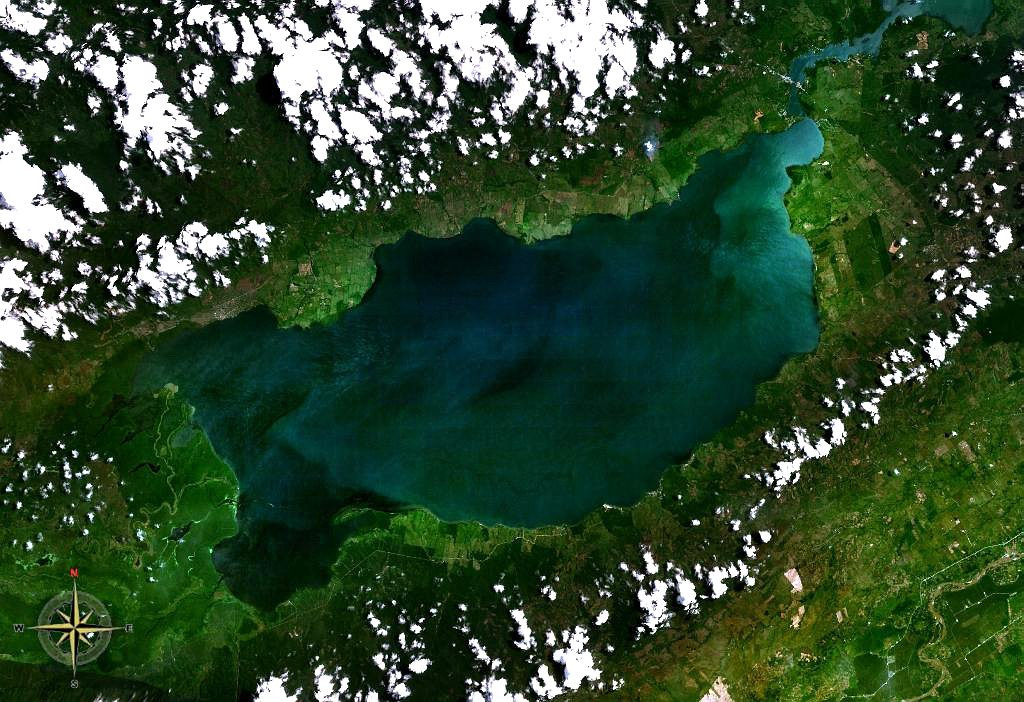

伊薩瓦爾湖是危地馬拉的湖泊，位於該國東北部，由伊薩瓦爾省負責管轄，長45公里、寬20公里，面積589平方公里，最大水深18米，湖水從波洛奇克河注入。

## 外部連結
- Instituto Nacional de Sismología, Vulcanología, Meteorología e Hidrolagía (INSIVUMEH) （页面存档备份，存于）
- Lakes in Guatemala Photo gallery
- Lake description （页面存档备份，存于） （西班牙文）
- Guatemalan Fauna Photo gallery